# Havsgeting
Havsgeting (Chironex fleckeri) är en mycket giftig art i ordningen kubmaneter. Den finns i vattnen norr om Australien och har de senaste 100 åren orsakat 100 människors död.

## Beskrivning
Havsgetingens klockformade kropp blir stor som ett människohuvud, och har otydliga markeringar som gör att den till utseendet påminner om en dödskalle. Den är blåaktig i färgen och praktiskt taget genomskinlig. Den har fyra knippen med sammanlagt 15 tentakler. Tentaklerna blir tre meter långa och är täckta med nematocyter – nässelceller med harpuner och gift som aktiveras både vid beröring och i närheten av vissa proteinämnen. Varje tentakel innehåller cirka 5 000 nässelceller.
Havsgetingen jagar på dagen och tillbringar nätterna vilande på havsbottnen. Dieten består av kräftdjur och småfisk. Själv aktar den sig för havssköldpaddor, som är skyddade mot dess gift på grund av sitt skal och tjocka skinn.
Havsgetingen lever i vattnen norr om Australien, samt i närliggande tropiska vatten.

## Giftighet
Kontakt med dess nässelceller kan döda en människa på 3 minuter, och den har nog med gift för att döda 60 människor. Kontakt med 6–8 meter av tentaklerna (motsvarande 1/6 av tentakellängden hos en individ) ger nog med gift för att döda en människa. De senaste 100 åren har cirka 100 människor blivit dödade efter kontakt med havsgetingen. Många människor som bränts har dock klarat livhanken, och det tycks som om havsgetingen vill undvika kontakt med något så stort som en människa. Dess bytesdjur är mycket mindre. Strumpbyxor på armar och ben används som skydd av bland andra australiensiska livräddare.
Den är den näst farligaste maneten och hör till de för människor allra farligaste djuren. Den mycket mindre släktingen Irukandji (Carukia barnesi), med en klocka endast 5 millimeter stor, är ännu giftigare.
Symptomen vid kontakt med nässelcellerna är stark brännande smärta i delar av eller hela kroppen, samt kraftiga kräkningar. Blir man stungen av en havsgeting, hjälper det att hälla ättika på huden för att förhindra att nematocyterna avger mer gift.

## Källhänvisningar
1. 1 2 3 4 5  "The Cubozoan -- Chironex fleckeri". berkeley.edu. Läst 22 mars 2015. (engelska)
2. 1 2  "Box Jellyfish – Mor than meets the eye". Arkiverad 4 mars 2016 hämtat från the Wayback Machine. fishersci.com. Läst 22 mars 2015. (engelska)
3. 1 2  "Dangerous Animals from Australia". Arkiverad 21 januari 2015 hämtat från the Wayback Machine. yesaustralia.com. Läst 22 mars 2015. (engelska)
4. ↑  Nathan Dickerson och Sudarsana Sinha, Sea Wasp Jellyfish Arkiverad 22 november 2015 hämtat från the Wayback Machine. på Jelly Fish Facts Arkiverad 26 januari 2012 hämtat från the Wayback Machine.
5. ↑  Fenner, Peter J. (25 februari 1996). ”Worldwide deaths and severe envenomation from jellyfish stings”. Medical Journal of Australia "165" (11–12):  ss. 658–61. ISSN 0025-729X. http://www.mja.com.au/public/issues/dec2/fenner/fenner.html#map. Läst 4 september 2009.  ”The chirodropid Chironex fleckeri is known to be the most lethal jellyfish in the world and has caused at least 63 recorded deaths in tropical Australian waters off Queensland and the Northern Territory since 1884”
6. ↑  "The World's 5 Most Venomous Species". Arkiverad 9 mars 2010 hämtat från the Wayback Machine. environmentalgraffiti.com. Läst 22 mars 2015.(engelska)
7. ↑  ”Carukia Barnesi and the ‘Irukandji syndrome’”. Arkiverad från originalet den 19 juli 2008. https://web.archive.org/web/20080719104335/http://www.marine-medic.com.au/pages/biology/biologyBreakup/jellyfishIrukandji.pdf. Läst 2 januari 2009.
8. ↑  Med J Aust (1992-05-04): http://www.ncbi.nlm.nih.gov/pubmed/1352619?dopt=AbstractPlus "Management of a major box jellyfish (Chironex fleckeri) sting. Lessons from the first minutes and hours".] nih.gov. Läst 22 mars 2015. (engelska)